# (38692) 2000 QD30
2000 QD30 (asteroide 38692) é um asteroide da cintura principal. Possui uma excentricidade de 0.14247730 e uma inclinação de 6.05316º.
Este asteroide foi descoberto no dia 25 de agosto de 2000 por LINEAR em Socorro.